# Viharamahadevi Park
Le parc Viharamahadevi (anciennement Victoria Park) est un parc public, qui est implanté dans le port de Colombo, face à un édifice construit à l'époque où Ceylan était une colonie britannique entre 1802 et 1948. Il se trouve non loin du Musée national du Sri Lanka. Le plus ancien et le plus grand parc de la ville, porte le nom de Viharamahadevi, fille de Tissa, roi de Kalyani elle fut la mère du roi Dutugamunu,  Dutugemunu qui a régné de 161 à 137 avant notre ère, et qui a étendu la puissance de Rajarata sur l'ensemble de l'île de Sri Lanka.
Le parc Viharamahadevi a été implanté sur un terrain, rétrocédé au XIXe siècle par  Charles Henry de Soysa, (3 mars 1836 - 29 septembre 1890), un riche philanthrope du Sri Lanka,.
Le terrain de rugby attenant au parc, fut utilisé par les joueurs de la première division de cricket de Colombo, entre 1927 et 1935. Leur équipe a joué contre une équipe anglaise en tournée en 1927, et contre l'équipe australienne en 1935.
Par la suite, durant la Seconde Guerre mondiale, le "Victoria Park" fut occupé par la 17e Brigade (Australie) de l'armée britannique basée dans la ville de Colombo. Le parc réaménagé et restauré après la guerre il fut ouvert au public en 1951. Le stade «Vihara Maha Devi Park Open Air»  est aujourd'hui un lieu de concerts et d'événements publics.

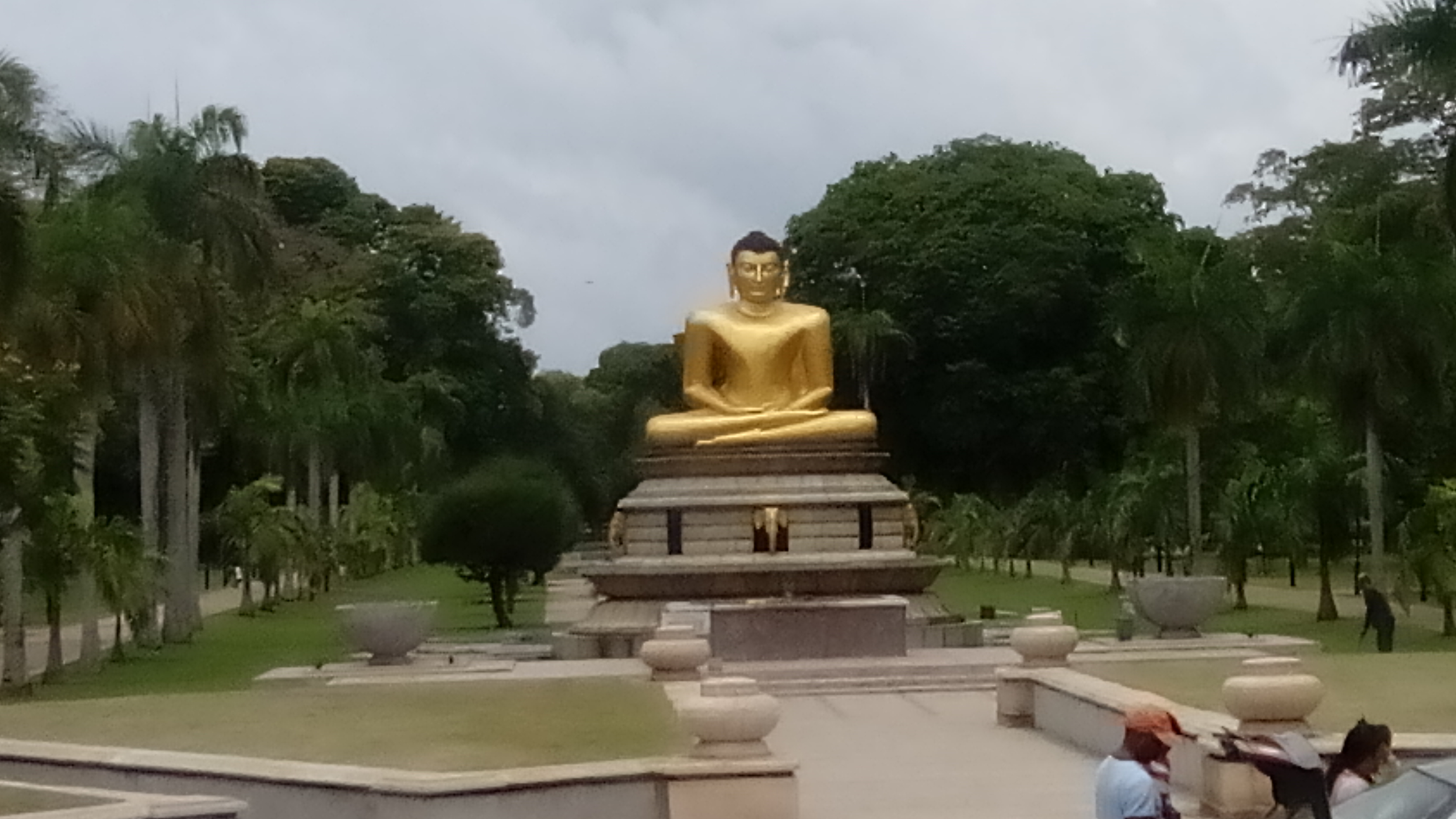
Buddhapark Colombo

"Victoria Park" se  caractérise avec une énorme statue de Bouddha (Buddharupa), et une suite de fontaines et de jets d'eau. Il comprend également un mini zoo, une aire de jeux pour enfants et un BAC Jet Provost. 
C'est le seul parc public qui est géré par le conseil municipal de la ville. Situé non loin de la bibliothèque publique de Colombo, à l'extrémité ouest du parc Viharamahadevi, se dresse le "Mémorial de guerre du cénotaphe de Colombo"
- Cartographie du parc Viharamahadevi